# Шведе, Роберт Густавович
Роберт Густавович Шведе (нем. Robert Constantin Schwede; 6 декабря 1806, Лифляндия — 20 июля 1870, там же) — остзейский и русский живописец-портретист.

## Биография
Уроженец Лифляндской губернии, сын нотариуса. Отличаясь большим художественным талантом, он был принят, благодаря протекции известного портретиста Тимофея Неффа, в Императорскую Академию художеств. По окончании академического курса, он поселился в Петербурге и уже в скором времени стал известным портретистом.
В мае 1841 года, в качестве учителя живописи, с семьей корнета (впоследствии генерала от кавалерии) Александра Арнольди отправился на Кавказ; летом этого года, вплоть до августа, находился в Пятигорске, где познакомился с поэтом Михаилом Лермонтовым, сослуживцем Арнольди по Гродненскому полку, и стал свидетелем его последних дней; кроме двух портретов Лермонтова на смертном одре: карандашного наброска и картины (оба в Пушкинском Доме в Петербурге), Шведе там же и в этом же году написал портрет декабриста Николая Лорера (в Эрмитаже). В 1847 году за портрет президента Академии художеств герцога Максимилиана Лейхтенбергского получил звание неклассного художника портретной живописи.
В 1847 году Шведе был удостоен звания академика за портрет Великого князя Михаила Павловича. В 1852 году Шведе переселился в Ригу, где всецело посвятил себя портретной живописи. Портреты Шведе, число которых довольно значительно, отличаются резкостью и верностью изображения и живым колоритом; техника его часто напоминает технику Неффа, который, вообще, служил ему примером. Некоторые из его портретов воспроизведены литографическим способом. 

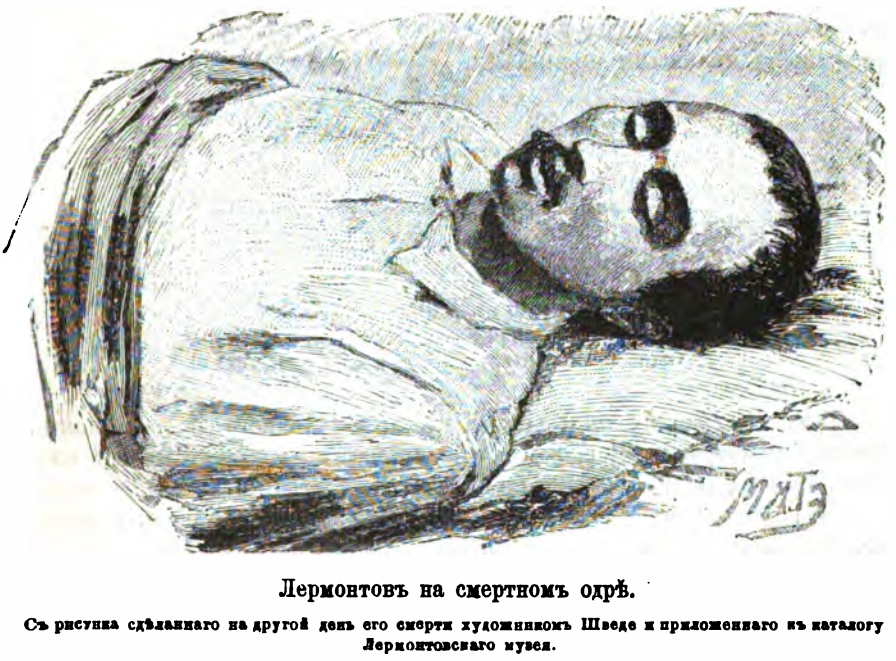
Лермонтов на смертном одре
(гравюра Василия Матэ по оригиналу Шведе для «Исторического вестника», 1884)

В российских собраниях, помимо вышеназванных, Роберт Шведе представлен портретами адмирала Михаила Лазарева (в Эрмитаже), его супруги Екатерины Тимофеевны, урождённой Фан-дер-Флит (с 1920 года в Русском музее) и юной Марии Абазы, во взрослой жизни — супруги сенатора Николая Милютина (с 1938 года в Третьяковской галерее в Москве).

## Семья
- Отец — Густав Петрович Шведе — в 1807 году участвовал в Лифляндском ополчении в обер-офицерском звании, с 1810 года — нотариус в Рижском уезде Лифляндской губернии.
- мать — София Юлиана Шведе (урожд. Клей, род. 1783)
- брат — Альберт Густавович Шведе (1820–1864) — военный инженер, подполковник, руководил строительством Константиновской батареи в Кронштадте, участвовал в строительстве дворцовой электростанции и водоводов в Царском Селе.
- брат — Шведе, Леопольд Густавович (1823–1882) — инженер-кораблестроитель, строил парусно-винтовые суда различного ранга и класса, спроектировал и построил первый в России плавучий гидравлический пятисекционный док, инспектор кораблестроительных работ Санкт-Петербургского порта, член кораблестроительного отделения Морского технического комитета, генерал-майор Корпуса корабельных инженеров, основатель морской династии Шведе.
- сын — Иван Романович (Иоганн) Шведе (род. 1855) — инженер путей сообщения.
- сын — Шведе, Леопольд Романович (1864–1950) — корабельный инженер, капитан Корпуса инженер-механиков флота, начальник технической службы Царскосельского Дворцового управления, действительный статский советник.